# Elodes bulgharensis
Elodes bulgharensis es una especie de coleóptero de la familia Scirtidae.

## Distribución geográfica
Habita en Bulgaria.